# Парковая улица (Ижевск)
Па́рковая у́лица — улица в Индустриальном районе города Ижевска. Проходит от улицы Мичурина в северном направлении. Нумерация домов ведётся от улицы Мичурина. Протяжённость Парковой улицы — 1310 м.

## Описание
Улица существует с 1934 года. Происхождение названия неясно.
Парковая улица проходит через жилые районы «Карлутский» и «Культбаза» Индустриального административного района удмуртской столицы (исторический микрорайон «Восточный посёлок»). Находится между Индустриальной и Ипподромной улицами.
Улица начинается на улице Мичурина рядом с Республиканской детской клинической больницей и проходит от неё на север. Пересекает Спартаковский переулок, улицу Герцена, Профсоюзный переулок и Лагерную улицу. С нечётной стороны примыкает Индустриальный переулок. С чётной стороны примыкают Ипподромный проезд и Воткинский переулок.
Улица заканчивается тупиком на краю оврага, по дну которого протекает левый приток речки Карлутки.

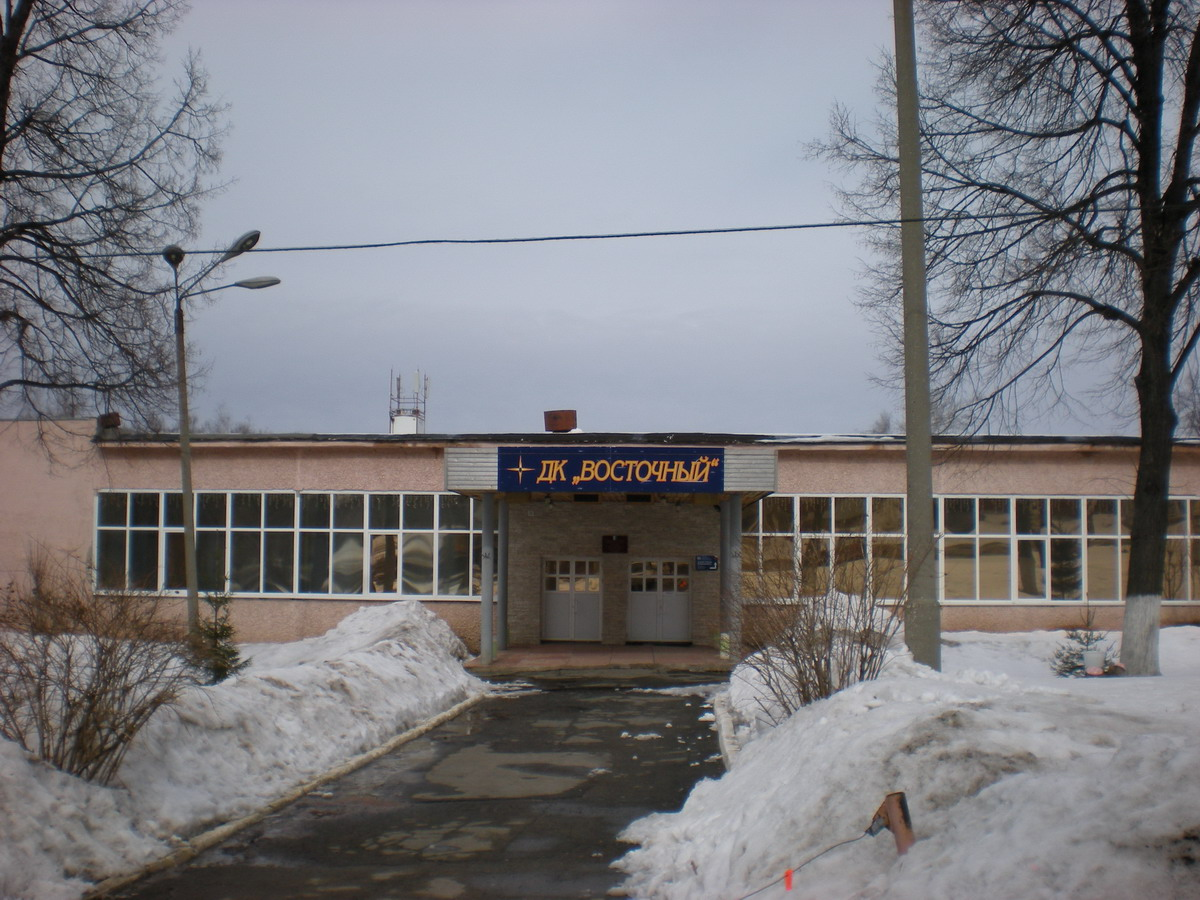
ДК «Восточный»

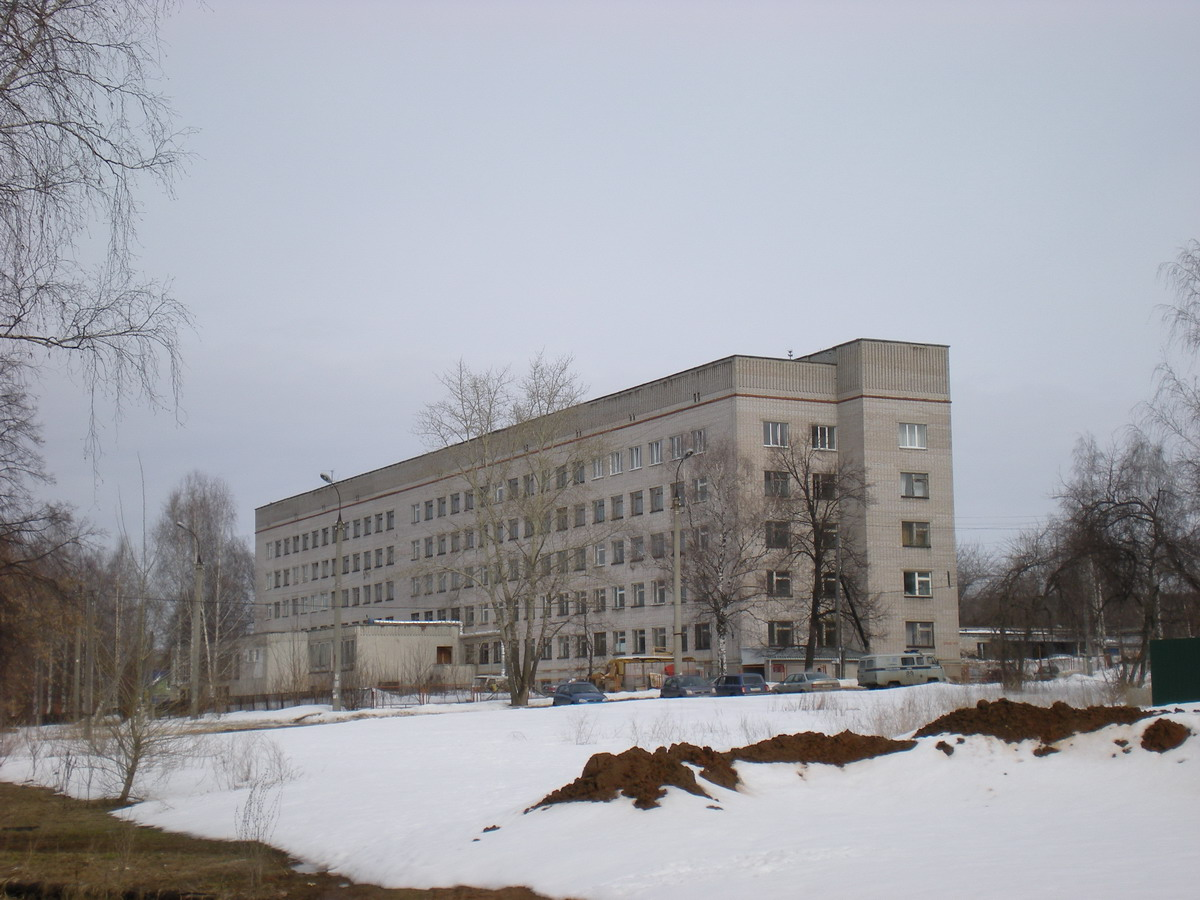
Городская больница № 1

## Примечательные здания и сооружения
По нечётной стороне:
- № 1 — многоэтажный жилой дом Жилого Комплекса «Парковый»
- № 3 — многоэтажный жилой дом Жилого Комплекса «Парковый»
- № 7 — многоэтажный жилой дом Жилого Комплекса «Парковый 2»
- № 9 — многоэтажный жилой дом
- № 9а — дом культуры «Восточный»
- № 11 — детский сад № 186
- № 13 — центр социального обслуживания населения Индустриального района
- № 15 — детский сад № 265
- № 15а — детский сад № 228
- № 49а — городская клиническая больница № 1[7]
- № 59а — станция юных техников Индустриального района

По чётной стороне:
- № 18 — коррекционная школа № 39 для обучающихся с ограниченными возможностями здоровья
- № 20 — жилой комплекс «Английский парк»

## Транспорт
К началу улицы:
- Станция трамвая «Больница» (маршруты № , , , , )
- Остановка «Поликлиника „Ижмаш“» (автобусы № 28, 40, 79, 281, 319, 344, маршрутные такси № 10, 45, 341)